# Francisco Palau Pichardo

## Francisco Arturo Palau Pichardo
Francisco Arturo Palau Pichardo (Santo Domingo, 15 de agosto de 1879 – 17 de marzo de 1937) fue un fotógrafo, editor, empresario y cineasta dominicano. Perteneció a la segunda generación de fotógrafos dominicanos y está considerado el primer dominicano en producir y dirigir una película en la República Dominicana.

## Biografía
Nacido en Santo Domingo, fue hijo del español Buenaventura Palau y de la dominicana Manuela Pichardo. Desde joven mostró una marcada inclinación por las artes visuales. A principios del siglo XX, fundó su propio estudio fotográfico en su residencia. Para el año 1905 ya era reconocido como un fotógrafo destacado en la ciudad de Santo Domingo: Fotografía Palau, ubicado en la calle Arzobispo Meriño.
Francisco Palau trabajó en diversos géneros: fotografía social, retrato, fotografía artística, documental y de prensa. A lo largo de su carrera fundó múltiples negocios, entre ellos la Papelería Palau y una imprenta muy conocida en la ciudad. En 1908, lanzó la revista ilustrada Blanco y Negro, impresa en sus propios talleres y enriquecida mediante avanzadas técnicas de fotograbado. Uno de los logros más destacados de su taller fue haber sido pionero en la implementación de la técnica de tricromía para la impresión con color en la República Dominicana.

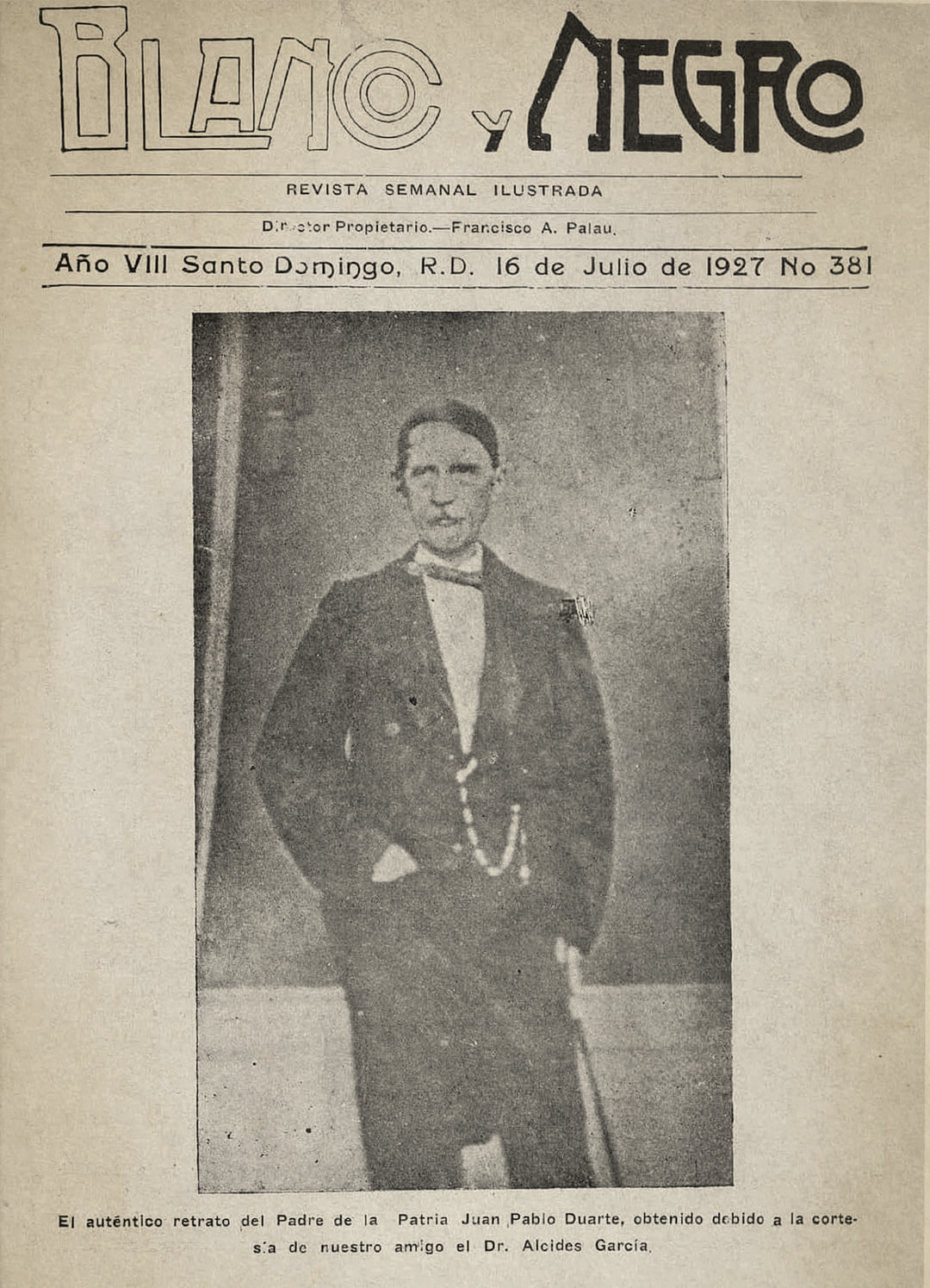
Portada de la Revista "Blanco y Negro" en su edición del 16 de julio de 1927

Su revista, titulada Blanco y Negro, compartía nombre con la famosa publicación española, lo que ha generado especulaciones sobre si se trató de una coincidencia o una inspiración deliberada. Sea como fuere, la versión dominicana se convirtió en un referente por la calidad técnica de sus fotograbados y su ambición editorial, marcando un hito en la prensa ilustrada del país.
La revista Blanco y Negro publicó fotografías de diversos artistas y fotógrafos activos en la época, lo que permitió visibilizar el trabajo de muchos creadores que hasta entonces permanecían en el anonimato.

## Cine
En 1915, Francisco Arturo Palau colaboró con el destacado fotógrafo y cineasta puertorriqueño Rafael Colorado, considerado una de las figuras más influyentes en la historia visual del Caribe. Colorado, veterano de la guerra hispanoamericana y pionero del cine en Puerto Rico, visitó la República Dominicana con el propósito de filmar escenas relacionadas con la llegada del intelectual puertorriqueño José de Diego, figura emblemática del independentismo antillano y ferviente defensor de la autonomía cultural de Puerto Rico.
De Diego, conocido como “el caballero de la raza”, fue un poeta, orador, jurista y político profundamente comprometido con la causa de la soberanía antillana, y su visita generó gran expectativa en los círculos culturales y patrióticos de la región. Colorado documentó ese viaje en un film que el público dominicano conoció como La película de Concho. Palau viajó posteriormente a San Juan para asistir al procesamiento del metraje en el laboratorio de Colorado, ubicado en la calle Fortaleza, donde operaba uno de los centros de producción cinematográfica más avanzados del área en ese momento.
La película de Rafael Colorado, filmada en 1915 durante la visita del intelectual puertorriqueño José de Diego a Santo Domingo, es considerada uno de los primeros ejercicios cinematográficos en territorio dominicano. Aunque no fue una producción dominicana en sentido estricto, su rodaje y procesamiento técnico constituyeron un hito en la historia del cine nacional. La obra, de carácter documental, capturaba un evento histórico real y, por tanto, puede ser clasificada como una película noticiosa o de crónica visual.
Francisco Arturo Palau participó activamente en esta producción, lo que le permitió familiarizarse con los aspectos técnicos y logísticos de una filmación: desde el guion y la dirección, hasta el revelado y la edición. Esta experiencia marcó un punto de inflexión en su carrera, pues adquirió el know-how necesario para emprender sus propias producciones cinematográficas en años posteriores. Así, la colaboración con Colorado no solo consolidó la conexión de Palau con los circuitos caribeños de producción visual, sino que también lo posicionó como pionero del cine hecho en suelo dominicano.
En ese mismo contexto, el 31 de enero de 1920, los teatros Colón e Independencia proyectaron el reportaje “Excursiones de José de Diego a Santo Domingo”, fortaleciendo el vínculo entre la incipiente producción cinematográfica y los espacios de exhibición de la capital.

### Surgimiento de la idea para realizar una película

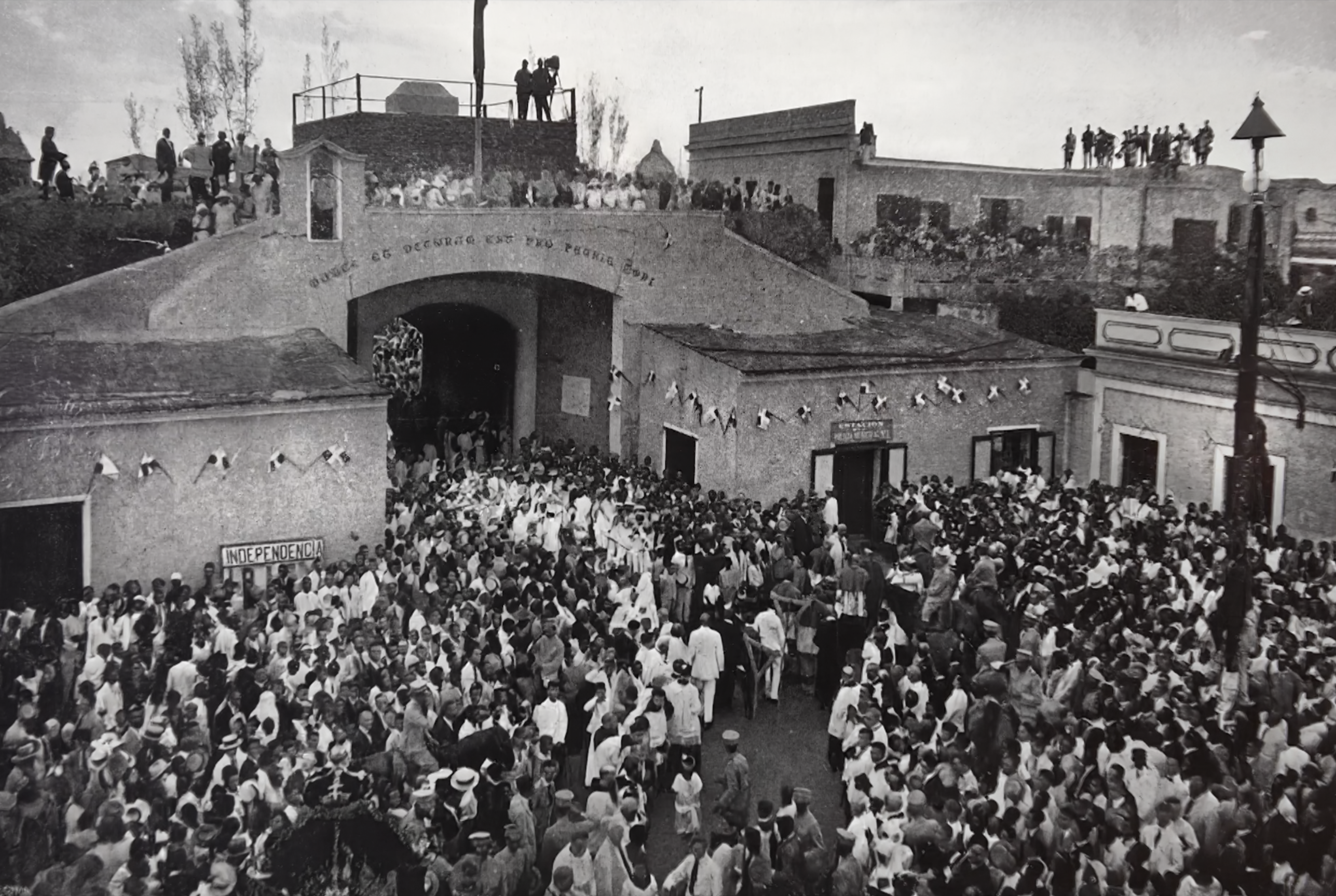
Día de filmación del evento, en cuyo plano general se aprecia, en lo alto, la silueta del camarógrafo puertorriqueño Rafael Colorado, responsable de registrar en imágenes el acontecimiento.

Durante los actos conmemorativos de la coronación canónica de la Virgen de la Altagracia, en agosto de 1922 —evento de profunda significación religiosa y cultural para el pueblo dominicano—, se realizó el primer registro fílmico documental de esta manifestación devocional. La filmación estuvo a cargo del reconocido fotógrafo y cineasta puertorriqueño Rafael Colorado y del empresario teatral Louis Pasquale, quienes viajaron desde Puerto Rico con el propósito de documentar los acontecimientos. Su cámara capturó el traslado de la imagen sagrada desde la iglesia de San Dionisio, en Higüey, hasta la Catedral Metropolitana de Santo Domingo, así como las ceremonias celebradas en el Baluarte del Conde (antiguamente Bastión de San Genaro), uno de los escenarios más emblemáticos de la ciudad. Este film se convirtió en el primer documental dominicano.
Este acontecimiento histórico contó con la participación y el entusiasmo de Francisco Arturo Palau, Tuto Báez, Adam Sánchez y Salvador Sturla, quienes estuvieron presentes y colaboraron activamente en las jornadas de filmación. Ese primer impulso sembró la semilla que daría origen a la cinematografía dominicana. Apenas unos meses después, fruto de esa experiencia y del fervor colectivo hacia la Virgen, Palau y el empresario Juan Bautista Alfonseca, propietario del Teatro Independencia desde 1913, idearon la producción de una película basada en la leyenda. De esta manera surgió la idea de realizar la película, que fue conocida bajo el título La leyenda de Nuestra Señora de la Altagracia, también anunciada como La aparición de Nuestra Señora de la Altagracia.

### Primera película de Palau, La aparición de Nuestra Señora de la Altagracia (1923)

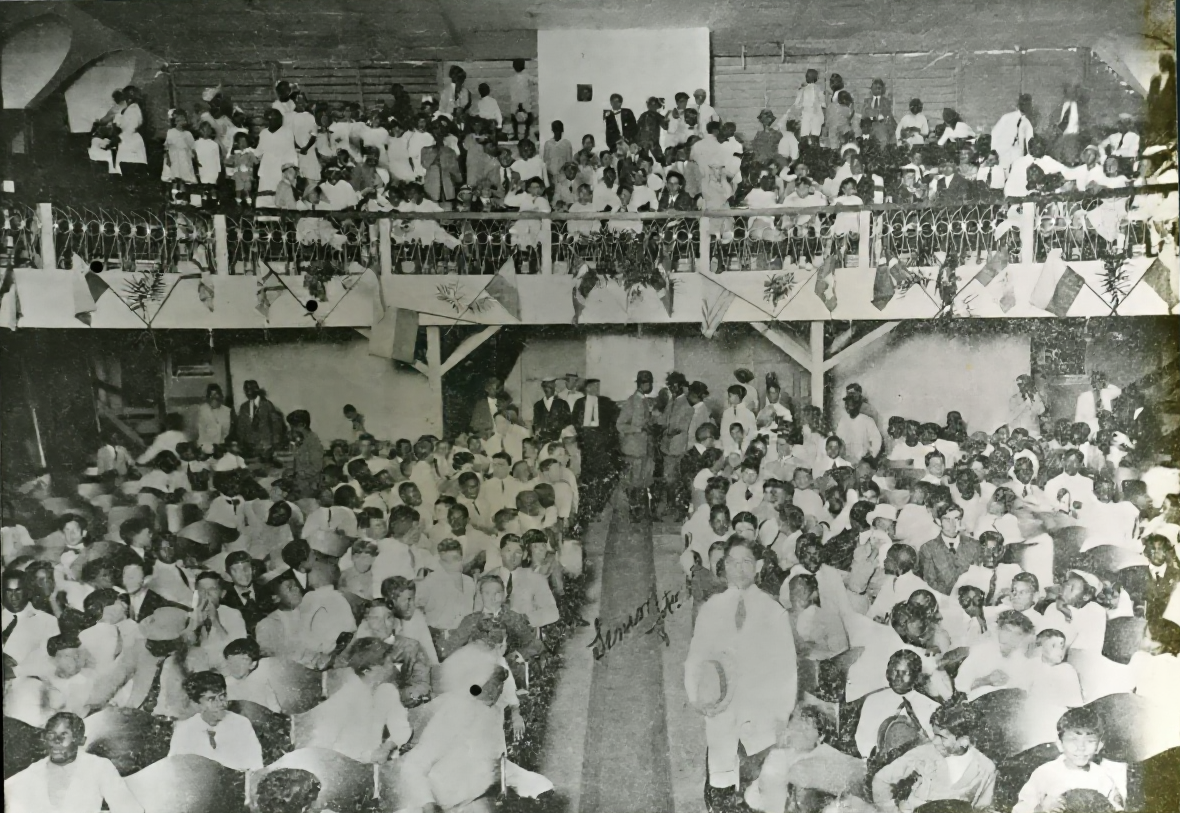
Interior del Teatro Independencia

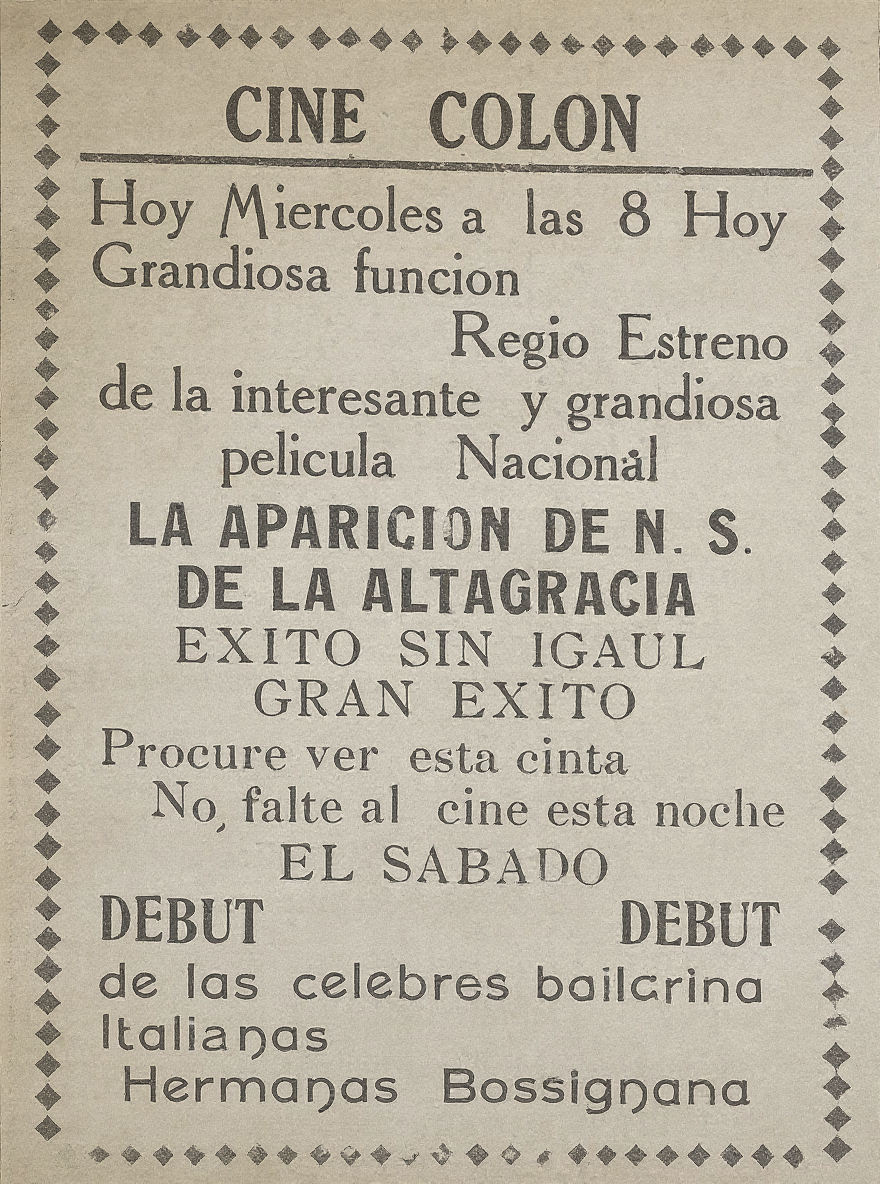
Recorte de prensa de 1923

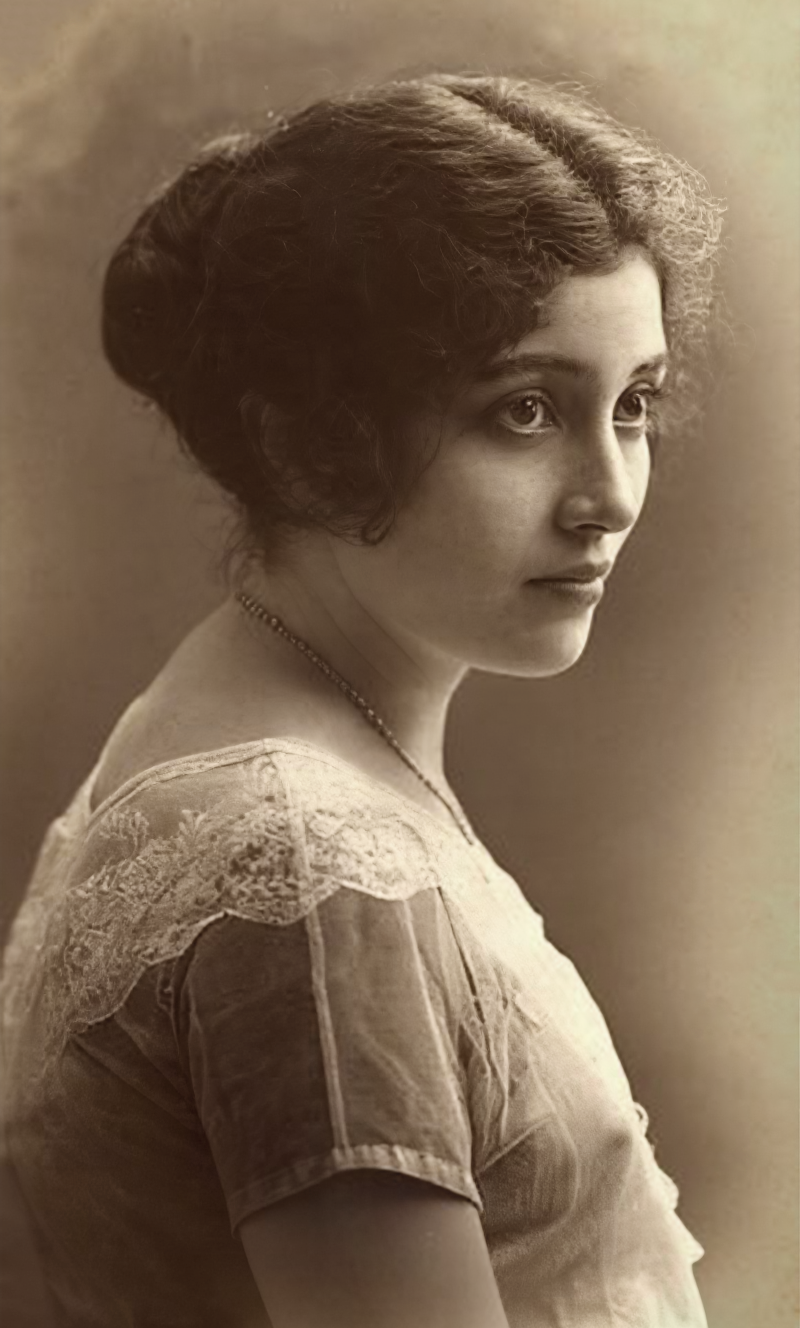
Delia Weber circa de 1924

En 1922, Francisco Arturo Palau dirigió, junto a Tuto Báez y bajo la producción de Juan Bautista Alfonseca, la que se considera la primera película de ficción dominicana: La aparición de Nuestra Señora de la Altagracia. La película se dividió en cuatro actos. El guion fue escrito por el historiador Bernardo Pichardo, mientras que la escenografía estuvo a cargo del artista español Enrique Tarazona.
El estreno tuvo lugar al año siguiente, el 16 de febrero de 1923, en los teatros Colón e Independencia de Santo Domingo, y fue recibido con entusiasmo tanto por el público como por la crítica. La obra marcó un hito fundacional en la historia del cine dominicano.
La película contó con una amplia campaña publicitaria, que incluso incluyó avances promocionales —lo que hoy llamaríamos trailers—, una rareza para la época. El reparto estuvo integrado por la joven italo-venezolana Alma Zolessi, José B. Peynado Soler, Fernando Ravelo, Panchito Palau (apondo de Francisco Palau) y Pedro Troncoso Sánchez, entre otros actores aficionados. (Sáez, J.L., 1982, p. 52).
La exhibición se convirtió en un evento social de relevancia para la sociedad capitaleña, que asistía por primera vez a la proyección de una película de producción íntegramente local, tal como lo reseñó una crónica del Listín Diario.
“Anoche en el teatro Colón se exhibió completa la película nacional intitulada Leyenda de Nuestra Señora de Altagracia, para cuya confección se ha tratado de copiar fielmente los datos históricos de Moscoso, Deligne y otros. El Vicario General, Monseñor Luis de Mena, concedió su aprobación para que dicha película pueda ser exhibida, encontrándola conforme a la tradición y recomendable a la fe y devoción de los fieles. El teatro Colón fue invadido por una multitud ansiosa de ver proyectada en el lienzo la primera película de confección netamente nacional, en la cual toman parte jóvenes y damas de nuestra buena sociedad. Nutridos aplausos saludaron la presentación en la pantalla de los principales artistas que toman parte en dicha película, ovacionando también varias de las escenas más emocionantes, tales como la aparición fantástica de la Milagrosa Virgen, cuando la vio la doncella en sueños, extendiendo las manos para aprisionar la venerada imagen, la cual desapareció esfumándose en las sombras y otras escenas más, plenas de románticos coloridos, llenas de hermosos paisajes tropicales.
Como confección nacional la película Leyenda de Nuestra Señora de Altagracia, representa un gran esfuerzo, merecedor de ayuda y digno del encendido encomio. Su estreno anoche fue en los teatros Colón e Independencia, fue un triunfo ruidoso, que asegura definitivamente el éxito de su exhibición en toda la República.
Felicitaciones al Sr. Francisco Palau, director propietario de dicha película y a los artistas que tomaron parte en ella, los cuales desempeñaron con maestría y arte sus respectivos papeles”. (Listín Diario, 17 de febrero de 1923, p.1).
La película dramatiza la leyenda de la Virgen de la Altagracia, advocación mariana profundamente arraigada en la identidad nacional dominicana. Su culto se originó en la región oriental del país, especialmente en Higüey, y con el tiempo fue reconocido como símbolo espiritual de la nación.

#### El guion y la leyenda detrás deLa aparición de Nuestra Señora de la Altagracia
La película La aparición de Nuestra Señora de la Altagracia (1923), dirigida por Francisco Arturo Palau, se basa en un guion elaborado por el historiador Bernardo Pichardo. Este guion se inspiró en las prédicas del párroco Gabriel Moreno del Christo, quien popularizó la leyenda de la aparición de la Virgen en Higüey a principios del siglo XX. La narración, que forma parte del imaginario colectivo dominicano, fue redactada por Juan Elías Moscoso en 1907 por encargo del propio párroco.
La historia comienza en el Higüey colonial, “hace más de tres siglos”, cuando un hacendado español se prepara para un viaje a Santo Domingo con el fin de vender ganado. Sus hijas le hacen encargos: la mayor solicita vestidos y adornos; la menor, de apenas catorce años, le pide una imagen de la Virgen que había visto en sueños. Intrigado por la petición y desconcertado al no encontrar referencia alguna a dicha advocación, el hombre emprende su regreso a Higüey con pesar por no haber hallado el regalo.
Sin embargo, durante una parada en Los Dos Ríos, en casa de un amigo, relata su frustración. Un anciano viajero que también pernoctaba allí se levantó y, declarando tener consigo la imagen solicitada, extrajo de su alforja un lienzo con la Virgen María adorando al Niño Jesús, con San José en segundo plano y una estrella brillando sobre la escena. A la mañana siguiente, el misterioso anciano había desaparecido.
El padre regresó con el lienzo y, según la tradición, entregó la imagen a su hija el 21 de enero a los pies de un naranjo. Ese gesto marcó el inicio del culto a la Virgen de la Altagracia. La muerte prematura de la joven y la repetida aparición del lienzo sobre el árbol donde fue enterrada reforzaron el carácter milagroso de la imagen, dando origen al santuario en Higüey.

## Ficha técnica
Título original: La leyenda de Nuestra Señora de Altagracia  Año: 1923  Estreno: 16 de febrero de 1923  Duración: 20 minutos  Dirección: Francisco Arturo Palau y Tuto Báez  Guion: Bernardo Pichardo  Escenografía: Enrique Tarazona  Producción: Juan Bautista Alfonseca  Reparto destacado:
- Panchito Palau
- Alma Zolessi
- José B. Peynado Soler
- Fernando Ravelo
- Pedro Troncoso Sánchez

País: República Dominicana  Idioma original: Cine mudo Género: Drama religioso  Formato: 35 mm, blanco y negro

### Primer Documental de Palau
En 1923, Francisco Arturo Palau realizó La República Dominicana, considerado el primer documental cinematográfico producido del país. Aunque su intención inicial no fue la de fundar un género dentro de la cinematografía local, la película se convirtió, de forma pionera y probablemente involuntaria, en el primer testimonio fílmico de carácter documental del pais.
Esta película —hoy lamentablemente perdida— es notable por su enfoque realista y por la inclusión de escenas de la vida cotidiana en distintas regiones del país, lo cual lo distingue de las producciones extranjeras de la época, centradas en el exotismo o en visiones idealizadas del Caribe.
El filme presentaba una visión panorámica del paisaje dominicano, incluyendo imágenes del campo, la ciudad, las instituciones oficiales y algunos actos cívicos. A través de estas secuencias, Palau no solo documentó visualmente la realidad nacional, sino que también ofreció una propuesta estética adelantada a su tiempo: la representación de lo nacional como objeto de registro y orgullo, en un lenguaje que combinaba el tono didáctico con una clara intención artística.
La República Dominicana fue proyectado en salas comerciales, y su recepción fue favorable, tanto por el interés visual que despertó entre los espectadores como por la novedad de ver reflejada su propia realidad en la gran pantalla. Este trabajo consolidó a Palau no solo como pionero del cine de ficción con La aparición de Nuestra Señora de la Altagracia, sino también como precursor del cine documental dominicano.

### Las emboscadas de Cupido (1924), primera película de comedia dominicana

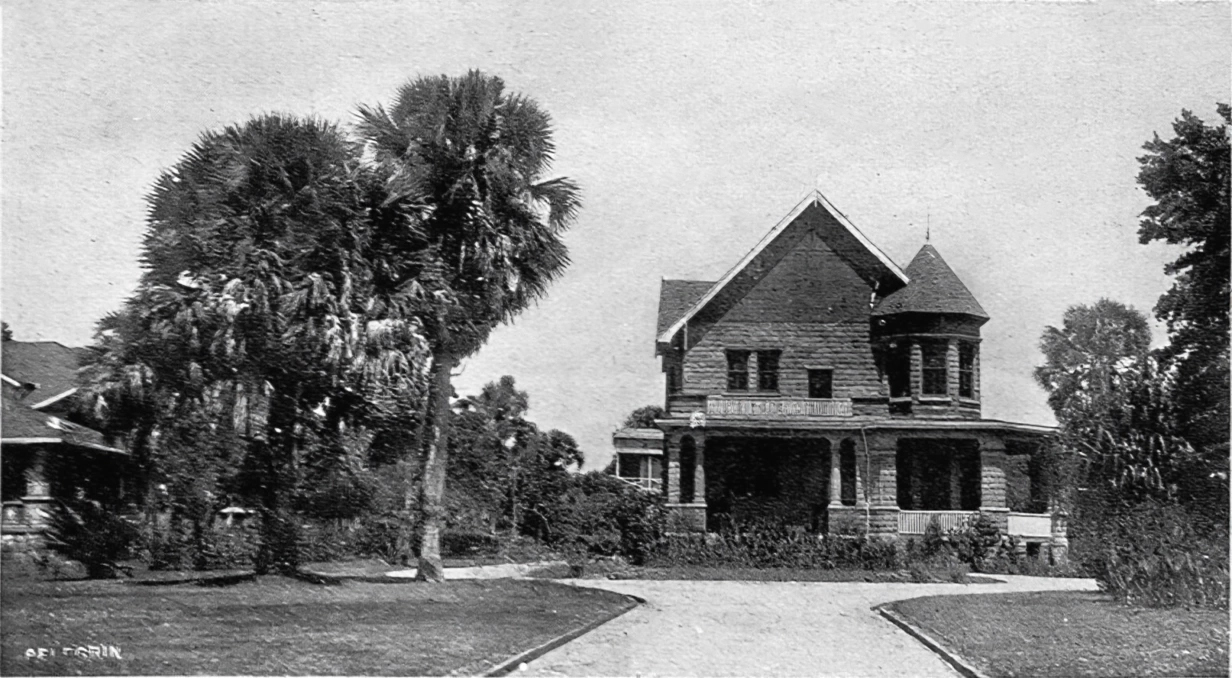
Casa utilizada como locación principal en la película Las emboscadas de Cupido (ca. 1923) de Adriano González.

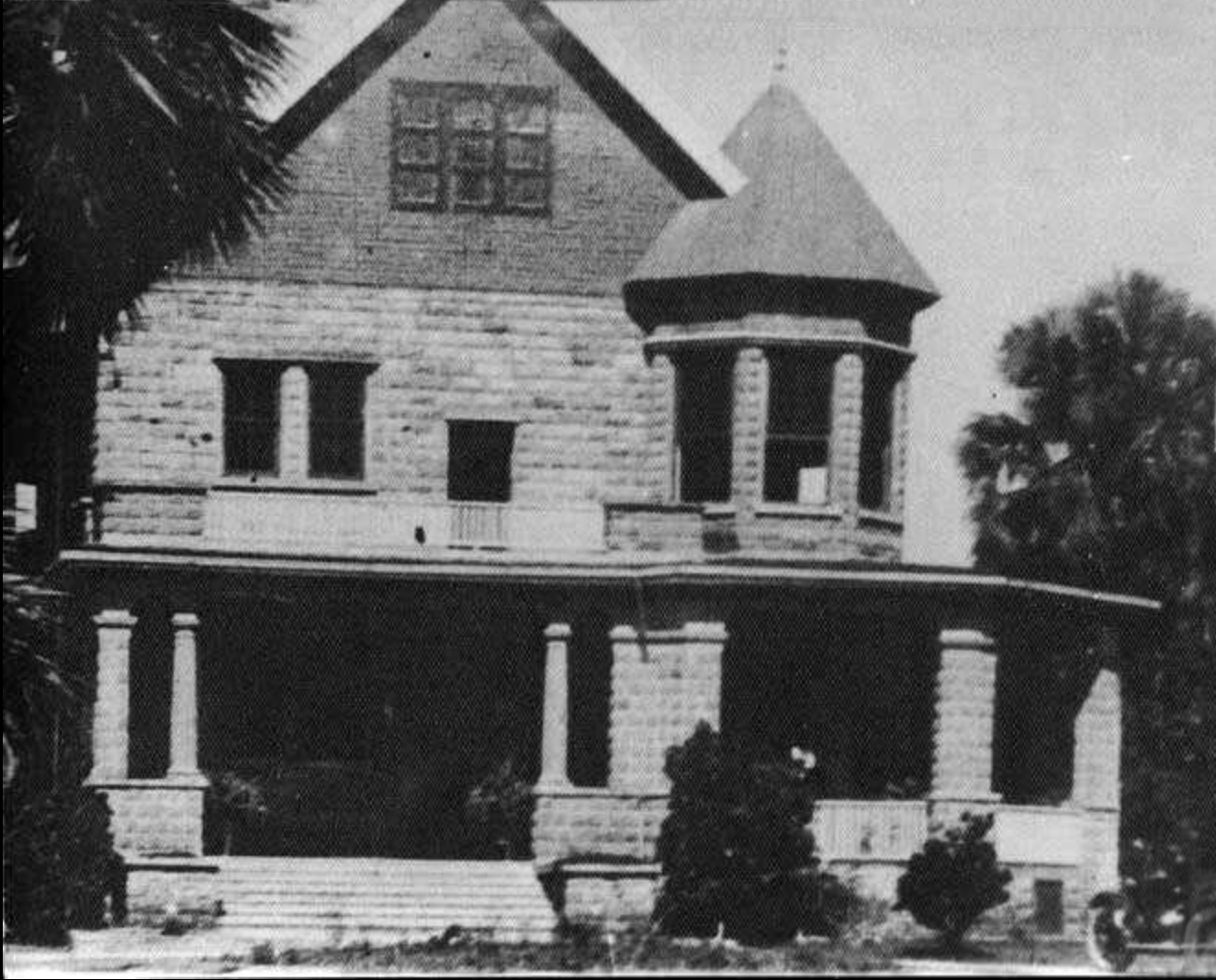
Plano general de la casa en la película Las emboscadas de Cupido (1924).

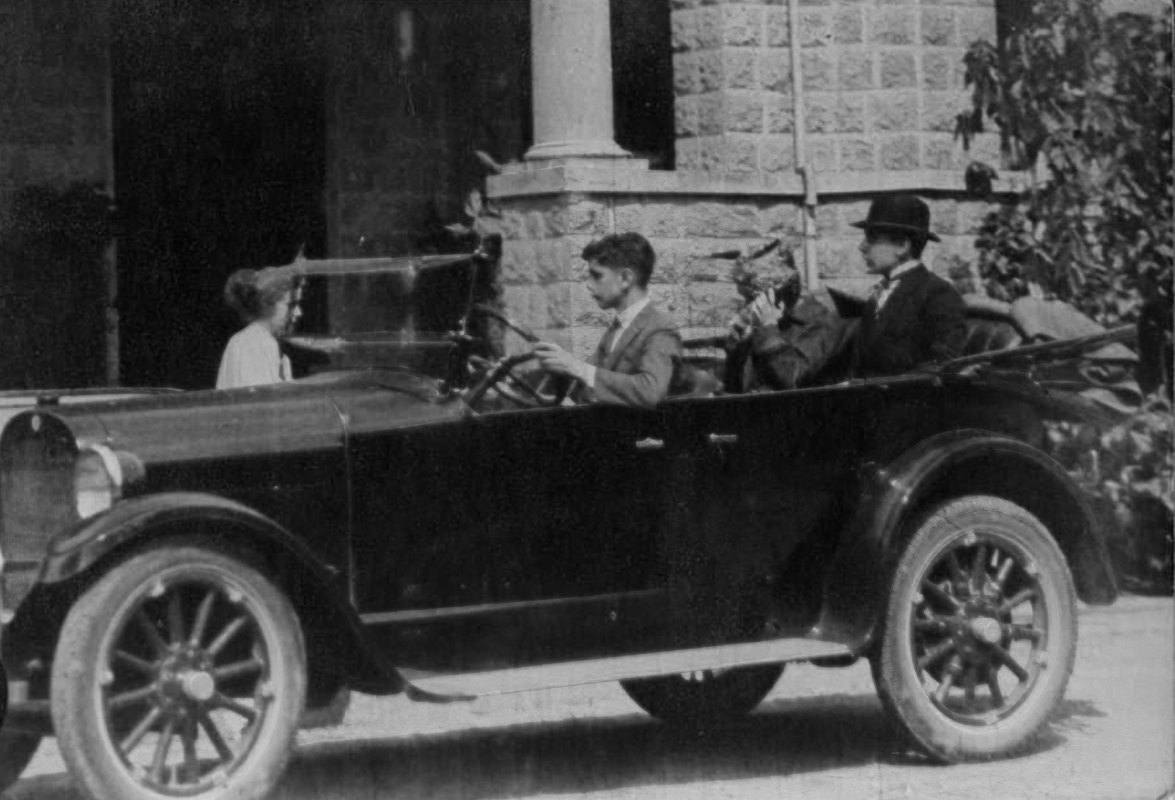
Plano medio de Las emboscadas de Cupido (ca. 1923). Fotograma en el que se observa un vehículo de época con los actores protagonistas

Un año después, en 1924, estrenó la comedia ligera Las emboscadas de Cupido, rodada en locaciones reales y protagonizada por actores aficionados de la sociedad capitaleña, entre ellos Delia Weber y Pedro Troncoso Sánchez. Esta cinta fue un éxito rotundo, con múltiples funciones en la capital y una gira por las principales provincias del país, convirtiéndose en el primer gran fenómeno de taquilla del cine local.
Las emboscadas de Cupido es una comedia romántica dividida en cinco actos que gira en torno a los enredos amorosos de una joven pareja enfrentada a la desaprobación del padre de la novia, por el origen humilde de pretendiente. Ambientada en la alta sociedad dominicana de principios del siglo XX, la historia sigue a un joven enamorado que, ante la negativa del padre de su amada, idea una serie de artimañas para ganarse su aprobación.

### Reseña argumental deLas emboscadas de Cupido
La trama se desenvuelve entre escenas de complicidad, equívocos y situaciones cómicas que muestran el ingenio del pretendiente para superar las barreras sociales y familiares que se interponen en su camino. Con la ayuda de amigos y personajes secundarios, el protagonista elabora una elaborada "emboscada" emocional con el objetivo de engañar cariñosamente al padre hasta que este acepte la relación.
La película, de tono ligero y con elementos propios del teatro costumbrista, retrata con humor los valores, tensiones y costumbres de la época. Las emboscadas de Cupido representa una de las primeras exploraciones del cine dominicano en el terreno de la ficción narrativa, convirtiéndose en una pieza clave del patrimonio audiovisual nacional.

## Ficha técnica
Título: Las emboscadas de Cupido  Dirección: Francisco Arturo Palau  Guion: Juan Bautista Alfonseca  Intérpretes: Delia Weber, Rafael Paíno Pichardo, Evangelina Landestoy, Pedro Troncoso Sánchez, Panchito Palau, Mignon Coiscou, Olga Sánchez, Rosita Sánchez, Nenita Peguero, Amalia Pichardo, Mirito Arredondo, José Ravelo, Fernando Ravelo, Rafael Hernández, Amado Hernández y Marino Cáceres  Género: Comedia romántica  Formato: 35 mm, blanco y negro  Duración: 22 minutos  Productora: N/A  Producción: Francisco Arturo Palau  Dirección de fotografía: Arturo Palau, Joaquín Palau y Tuto Báez  Dirección de arte: Francisco Arturo Palau  Edición: Francisco Arturo Palau  Estreno: 19 de marzo de 1924  País: República Dominicana  Idioma original: Cine mudo

## Legado
Francisco Palau dejó una profunda huella en el desarrollo de las artes visuales en República Dominicana. Fue el primer cineasta dominicano en abordar el cine como narrativa nacional y promovió innovaciones técnicas en las artes gráficas. Murió en Santo Domingo el 17 de marzo de 1937, sin dejar descendencia directa.